# El Pla del Real
El Pla del Real (en castellano: El Llano del Real) es el nombre que recibe el distrito número 6 de la ciudad de Valencia (España). Limita al norte con Benimaclet, al este con Algirós y Caminos al Grao, al sur con Ensanche y al oeste con Ciutat Vella y La Zaidía. Está compuesto por cuatro barrios: Exposición, Mestalla, Jaime Roig y Ciudad Universitaria. Su población censada en 2022 era de 30.444 habitantes según el Ayuntamiento de Valencia.